# Chrudim
Chrudim (2. pád Chrudimi i Chrudimě; německy zastarale Crudim) je město ve stejnojmenném okrese ve východních Čechách. Má postavení obce s rozšířenou působností a je druhým největším městem Pardubického kraje. Leží 110 km východně od Prahy, asi 11 km jižně od Pardubic a 120 km severozápadně od Brna. Žije zde přibližně 24 tisíc obyvatel. Tvoří souměstí se Slatiňany a je součástí větší hradecko-pardubické aglomerace.
Chrudim bývala po staletí centrem Chrudimského kraje, který zhruba odpovídá dnešnímu kraji Pardubickému. Teprve v 19. století byla velikostně i významem předstižena Pardubicemi, které těžily z dopravně výhodnější polohy na Labi a na hlavní železnici.

## Poloha
Geomorfologicky leží město v Chrudimské tabuli (240 m n. m.), která je součástí České křídové tabule. Jihozápadně (10 km) se zvedá pohoří Železné hory, patřící do kategorie hornatin, s nejvyšším bodem 738 m. n. m. (U Oběšeného). Městem protéká řeka Chrudimka, která pramení v chráněné krajinné oblasti Žďárské vrchy (20 km J–JV). Celková délka řeky je 108 km a v ústí je průměrný průtok 6,01 m³/s. U města Seč je na ní postavena údolní přehradní nádrž, která je velmi intenzivně využívána občany města pro rekreaci a vodní sporty (18 km). Průměrná teplota ve městě je 7 °C. Nejteplejší měsíc červenec má teplotu 17,5 °C.

## Historie města

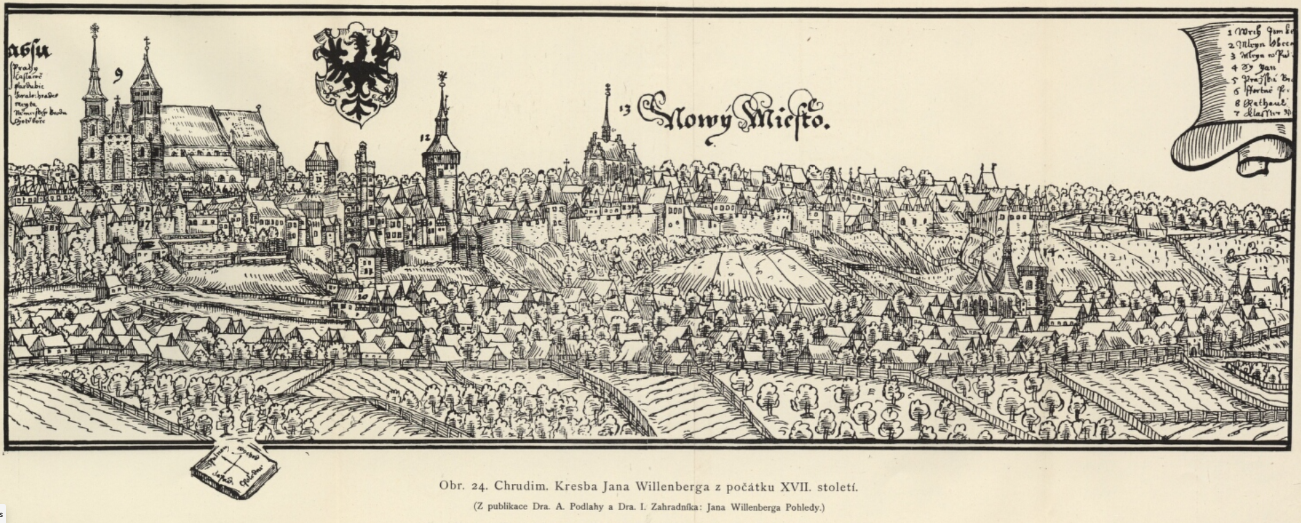
Chrudim na vedutě Jana Willenberga z roku 1602

První doklady o osídlení území města jsou doloženy archeologickými materiály z přelomu 5.–4. tisíciletí př. n. l., kdy na okraji dnešního města existovalo hradiště Pumberka. Od eneolitu byl osídlen také prostor historického jádra, kde v 9. století vzniklo přemyslovské hradiště Chrudim. V roce 1055 zde během svého vojenského tažení zemřel Břetislav I., Kosmův zápis o této události je první spolehlivou zmínkou o Chrudimi. Z dosavadního hradiště roku 1263 kolonizačním úsilím Přemysla Otakara II. vzniklo pravé středověké město. V Chrudimi stával v této době hrad. 

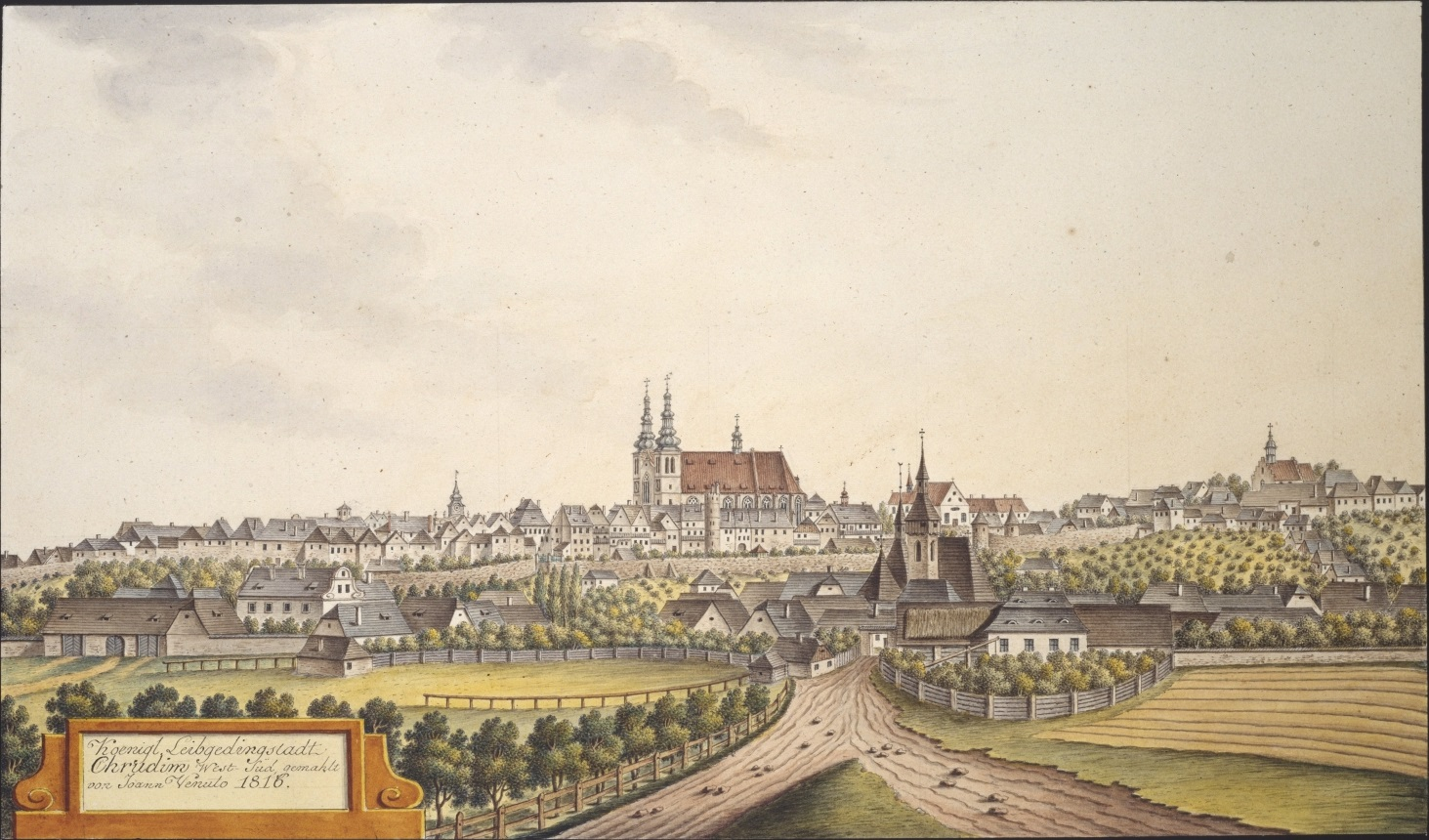
Královské věnné město Chrudim z roku 1816, Jan Antonín Venuto

Roku 1421 se město po porážce táborskými a pražskými vojsky připojilo k husitům. Za nejstarší ulici ve vnitřním městě je odborníky považována ulice Břetislavova, až do 19. století jediná vstupní komunikace od jihu a východu. Podle dochovaných dokumentů, existovalo v Chrudimi 6 mlýnů, první dláždění ulice je zmiňováno k roku 1445, nejstarší vybudovaný most v roce 1459. Město obléhaly dva pásy hradeb. Nové město bylo obehnáno valem (pojmenování později ulice Na Valech). Mimořádný rozkvět zaznamenalo kolem roku 1527. V roce 1567 byl v královských městech prováděn soupis domů, v Chrudimi jich tehdy bylo 480. V roce 1620 byla Chrudim tvrdě postižena za své sympatie k českému králi Fridrichu Falckému. V době hospodářského úpadku se intenzivně rozvíjelo působení jezuitského řádu, a to až do sklonku 18. století. Roku 1750 zde královna Marie Terezie zřídila poštu a od roku 1751 byla Chrudim sídlem reorganizovaného a trvale zde umístěného krajského úřadu. Od roku 1854 zde až do roku 1949 působil krajský soud, sídlil na místě původního dominikánského kláštera, zbořeného za husitských válek.
V letech 1880 a 1883 zasáhly obě předměstí povodně, které vyvolaly debaty o protipovodňových opatřeních, k jejich realizaci došlo až ve 20. století. V období industrializace 19. století vznikla na Janském podměstí v takzvané Tovární čtvrti cukrovar (1876), lihovar (1871) a plynárna (1886) a na Jansku vznikla první elektrárna (1898). Dále ve městě vznikla Wiesnerova strojírenská továrna (roku 1855), vlastněná Františkem Wiesnerem, a v roce 1876 Popperova továrna na obuv podnikatele B. L. Poppera. Po druhé světové válce se v těchto původních podnicích utvářejí dva velké průmyslové závody Transporta a Evona. Období po roce 1945 sebou přineslo územní plánování města. Ve zdánlivě neměnném historickém centru města představoval významný zásah dostavba krajského soudu na Všehrdově náměstí a dále zboření původních tří domů v lokalitě Balustráda (1955) a postupná demolice severní části Filištínské ulice, na jejímž místě byl postaven v roce 1999 státní okresní archív. V roce 1954 zde byl otevřen stadion Emila Zátopka, v roce 1966 autobusové nádraží v ulici Čsl. armády, v roce 1993 krytý plavecký bazén v ulici V Průhonech. Významně byla, také přestavena v roce 1975 sokolovna a sousední dům. Mezi léty 1970-1979 vznikl stejný počet bytů jako za předchozí čtvrtstoletí, což se projevilo nejvýrazněji u třetí městské části a masivním nárůstu obyvatel. Ve městě byla také velká sladovna, která je od roku 2015 v demolici. Až do roku 2002 bylo město sídlem okresního úřadu. V letech 2004 zde vznikl i první supermarket.

## Pamětihodnosti
Centrum Chrudimi má zachovanou středověkou strukturu s památkově významnou zástavbou se starými hradbami a bylo roku 1990 vyhlášeno městskou památkovou zónou.

### Středověké opevnění
První zmínka o opevnění pochází z roku 1349, je ale pravděpodobné, že bylo vystavěno dříve, patrně již po vzniku města. Do současnosti se dochovala hradební zeď, několik věžic, rekonstruovaná bašta Prachárna na severovýchodu a v současnosti opravovaný dům „Na Puši“ v blízkosti Širokých schodů, jehož součástí je i stará vodárenská věž, do které byla čerpána voda z Vodárny. Odtud byla voda rozváděna do městských kašen a do konventu. Rekonstrukce hradeb probíhá od 70. let 20. století. V hradbách jsou také dvě fortny, tzv. Myší díra (Tmavá fortna) a Pardubská fortna (ve věži Ceregettiho domu). Původní brány – Horní v Břetislavově ulici a Dolní v Široké ulici – se nedochovaly, byly zbořeny během 19. století.
Chrudim měla opevněné také předměstí, brány byly kamenné, zbytek opevnění dřevěný. Zbytky Svatokřížské nebo také Batikovské brány, která patřila do opevnění Kateřinského předměstí (vedla přes ni cesta ke kostelu Povýšení svatého Kříže a je poprvé připomínána v roce 1480), byly nalezeny v roce 2017 při stavbě kanalizace na křižovatce Palackého a Havlíčkovy ulice. Brána byla zbořena někdy po roce 1786.

### Kostely

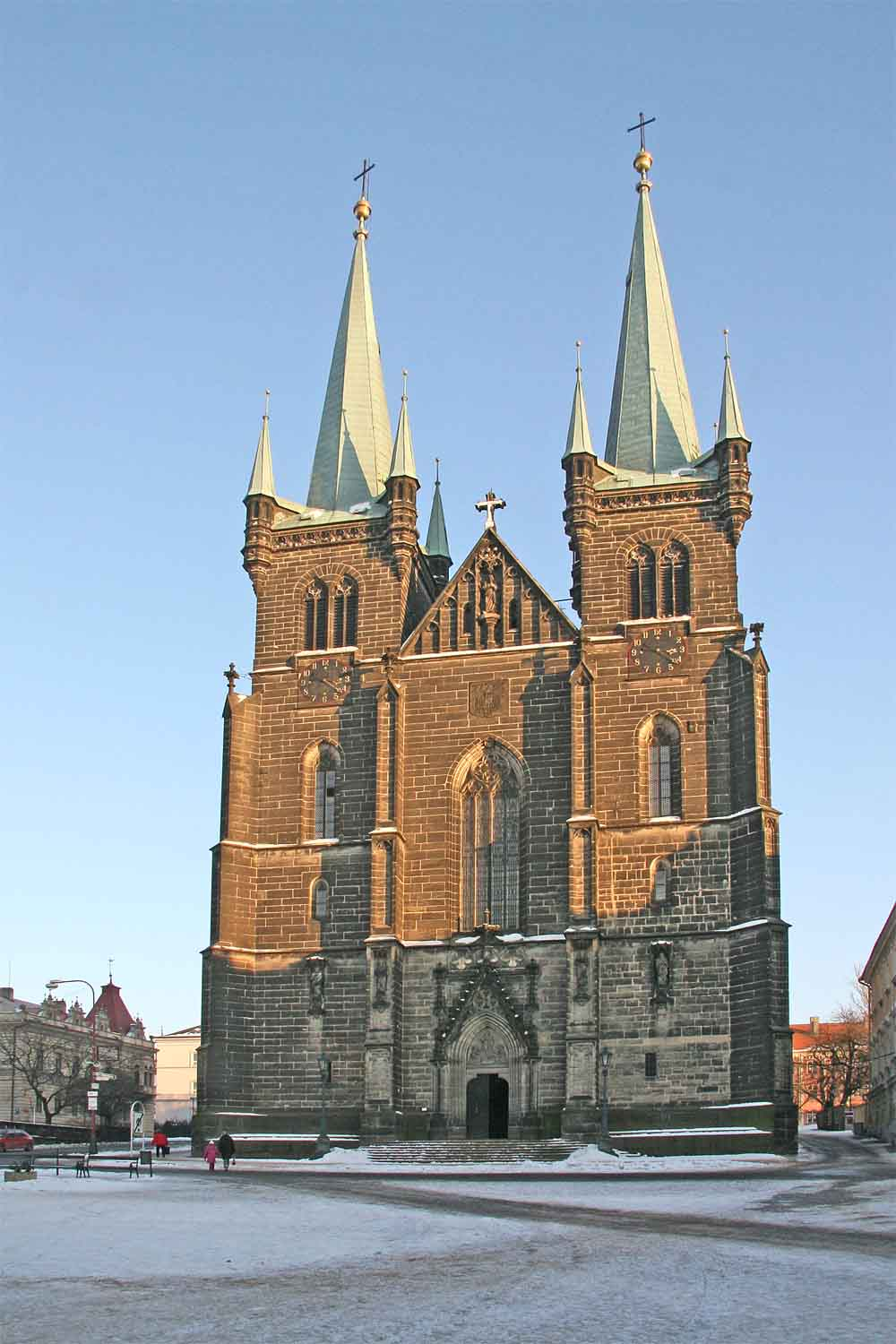
Arciděkanský kostel Nanebevzetí Panny Marie na Resselově náměstí

Na Resslově náměstí stojí kostel Nanebevzetí Panny Marie. Doba založení a postavení není známa. Jeho východní část však pravděpodobně stála již kolem roku 1340. Novogotickou podobu získal úpravou stavitele Františka Schmoranze staršího v letech 1857–1879.
Na Kateřinském předměstí stojí kostel svaté Kateřiny ze 14. století zasvěcený sv. Kateřině Alexandrijské. Od roku 1421 byl kostelem farním, od 16. století je kostelem filiálním. Při požáru v roce 1850 shořela střecha a 42 metrů vysoká věž. Po rekonstrukci byl vysvěcen v roce 1888.
V Zieglerových sadech stojí pozdně gotický kostel svatého Michaela archanděla . Jeho stavba byla zahájena roku 1519, vysvěcen byl o dva roky později. Dnes ho používá řeckokatolická církev. Původní hřbitov kolem kostela byl zrušen v roce 1881.
Klášterní kostel sv. Josefa, byl postaven v letech 1662–1665 a je stále v majetku města Chrudim. Po roce 1948 odešli řeholníci. Kostel dlouho sloužil jako skladiště a zpustl. V letech 2009–2011 byl kostel zrekonstruován a přestavěn na muzeum barokních soch, vybavené moderními technologiemi. Objekt nabízí uspořádání světských svatebních obřadů v sakrálním prostředí a malé kino pro 35 osob s moderním vybavením. Probíhají zde i příležitostné akce, jako koncerty, rauty apod. Objekt klášterního kostela navazuje na přiléhající, rovněž zrekonstruované, Klášterní zahrady. Pouze přilehlý kapucínský klášter se zatím nedočkal rekonstrukce.
Na hřbitově U Kříže stojí kostel Povýšení svatého Kříže. Pravděpodobně je nejstarší ze všech chrudimských kostelů. Byl postaven v zaniklé osadě, která se zde rozkládala v 11. století.
Do současnosti se nedochoval kostel sv. Jana Křtitele založený pravděpodobně ve 14. století. Původně špitální kostel, kolem něhož se rozkládal hřbitov, byl zrušen v druhé polovině 18. století. Budova pak byla upravena jako divadlo. V roce 1929 byla budova zbořena. Dnes na místě kostela stojí budova banky, kterou využívá Komerční banka. Část výzdoby divadla byla přenesena do objektu chrudimské Střelnice a po jejím zboření pak byly dochované fragmenty přeneseny do místního Umělecko-průmyslového muzea. Za zmínku stojí zejména umělecky velmi hodnotný lustr ze zlaceného vyřezávaného dřeva pravděpodobně z první poloviny 18. století.
Na Pardubické ulici stojí evangelický kostel z roku 1890. Církvi husitské slouží v Rooseveltově ulici Husův sbor z roku 1935. Církev bratrská má svoji modlitebnu ve Filištínské ulici.
V markovické Mírové ulici stojí kostel svatého Marka. Na místě bývalé kaple nechal Václav Caretto Millesimo, držitel Medlešic, v roce 1732 postavit kostel zasvěcený sv. Marku. Každoročně, na den sv. Marka, 25. dubna, bývalo konáno ke kostelu procesí z centra Chrudimi.
V Chrudimi ve středověku také stál dominikánský konvent, založený pravděpodobně kolem roku 1295, jehož součástí byl i kostel zasvěcený Panně Marii. Celý konvent i s kostelem byl zničen husitskými vojsky 28. dubna 1421. Na jeho místě na Všehrdově náměstí postavil v letech 1928–1930 architekt Bedřich Bendelmayer budovu původně krajského, dnes okresního soudu, před níž se nachází památkově chráněný secesní pomník Viktorina Kornela ze Všehrd.

### Významné domy
- Stará radnice
- Mydlářovský dům – umístěno Muzeum loutkářských kultur
- Rozvodovský dům
- Ceregettiho dům
- Khomovský dům
- Kotěrova vila
- Špalíček
- Neuperský dvůr (Wiesnerova vila) – původně panský dvůr z 18. století na chrudimském předměstí (na Jánsku) neogotizovaný[zdroj?] továrníkem Wiesnerem se zbytky romantického parku, který byl zčásti zničen při budování křižovatky před hotelem Romanie (Bohemia) na Masarykově náměstí
- Budovy Muzea – sídlo Chrudimské besedy a Regionálního muzea v Chrudimi
- Divadlo Karla Pippicha (1931)
- Budova Komerční banky (dříve Spořitelna), Široká 83, architekt Vladimír Ježek, spolupráce arch. František Albert Libra, (1929)
- Zemědělský ústav – architekt Karel Šidlík z roku 1924 (umístěn ústav dlouhodobě nemocných)
- Růžovka (dívčí škola)
- Budova Gymnázia Josefa Ressela – tato neorenesanční budova byla zbudována Kongregací školských sester III. řádu sv. Františka v roce 1898[12]

### Drobné památky

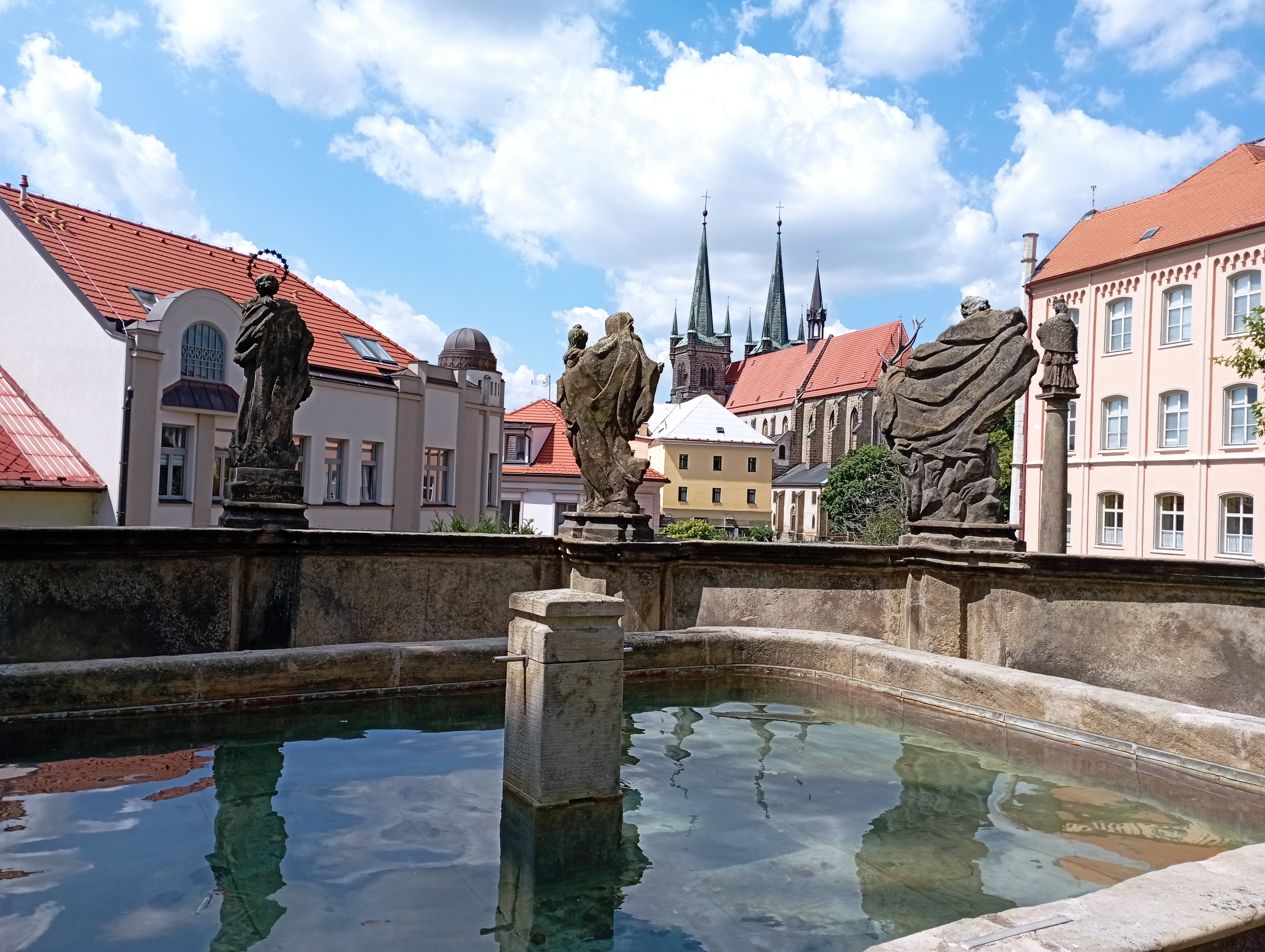
Pohled na arciděkanský chrám od Novoměstské kašny (2022)

- Sloup Proměnění Páně na Resselově náměstí byl vybudován po poslední morové epidemii v českých zemích v roce 1713 a obsahuje sochy protimorových patronů.
- Novoměstská kašna s barokními sochami původně umístěnými na parapetu schodiště před kostelem Nanebevzetí panny Marie na hlavním náměstí. Barokní schodiště bylo zrušeno při neogotizaci prováděné Františkem Schmoranzem. Jeho zbytky a zejména sochy pak byly použity při výzdobě Novoměstské kašny.
- V Chrudimi se nachází sedm hřbitovů: Urnový háj, hřbitov U Václava, hřbitov U kříže, evangelický hřbitov, židovský hřbitov, hřbitov v Markovicích a v Topoli.

### Stolpersteine
20. září 2017 bylo v Chrudimi položeno prvních jedenáct tzv. kamenů zmizelých (stolpersteine) jako upomínka na židovské obyvatele města, kteří byli nacisty deportováni do koncentračních táborů, kde z nich byla většina zavražděna. Kameny položil na třech místech původce projektu Gunter Demnig.

## Doprava

### Městská hromadná doprava

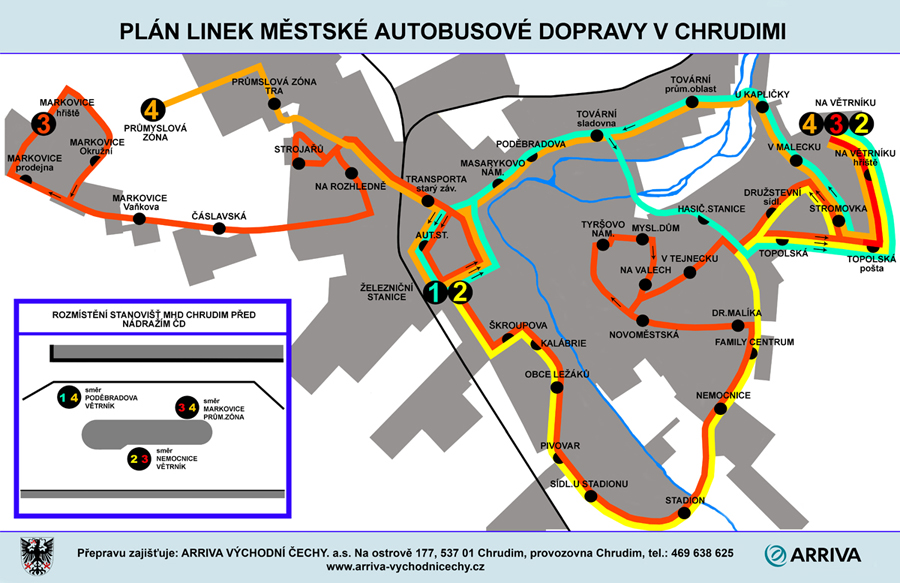
Plán linek městské autobusové dopravy v Chrudimi

V současnosti je provozovatelem městské autobusové dopravy (MAD) v Chrudimi společnost ARRIVA Východní Čechy, a.s. V roce 2011 bylo přepraveno více než 578 tis. cestujících a průměrný počet přepravených osob za pracovní den mimo prázdnin se pohybuje mezi 2 až 2,6 tis. cestujících v závislosti na roční době. Za rok najedou autobusy MAD Chrudim cca 250 tis. km. Provoz MAD v Chrudimi je zajišťován šesti autobusy.

### Silniční doprava
Město leží na křižovatce silnic číslo I/37 a I/17. Silnice I. tř. č. 37 je spojnicí v severojižním směru Trutnov – Pardubice – Hradec Králové – dálnice D11 (E67) na Ždírec nad Doubravou – Žďár nad Sázavou – Velkou Bíteš, kde se napojuje na dálnici D1. Silnice I. tř. č. 17 spojuje od západu Čáslav, kde se napojuje na silnici I. tř. č. 38, na východním směrem na Vysoké Mýto a Zámrsk, kde se napojuje na silnici I. tř. č. 35 (E442).
Cílem severojižní části silničního obchvatu města je odklonění tranzitní dopravy z centra města Chrudimi a Slatiňan. V současné době[kdy?]  je dokončen první úsek obchvatu na I/37 (úsek Medlešice až na I/17). Druhá část obchvatu I/37 od křížení s I/17 za Slatiňany (před Kunčím) má projednáno tzv. EIA – úplné posouzení dopadu vlivu stavby na životní prostředí v souladu s aktuálně platnými pravidly EU. Územní plán uvažuje o další – třetí etapě obchvatu. Třetí etapa má svést dopravu od Heřmanova Městce na již provozovanou první část obchvatu a plánovanou druhou etapu. Současně na obchvat přímo napojí průmyslový areál Západ (bývalá Transporta). Třetí etapa obchvatu začne od křižovatky u Vestce a bude končit v Bylanech, kde naváže na plánovaný obchvat Heřmanova Městce. O realizaci třetí etapy obchvatu Chrudimi je uvažováno někdy po roce 2050. Územní plán Chrudimi uvažuje s dokončením obchvatu spojkou od bývalého rybníka Jordánek (u bývalého Pivovaru) a napojením na třetí etapu obchvatu mezi Markovicemi a průmyslovou zónou Západ (za bývalou Transportou).

### Železniční doprava

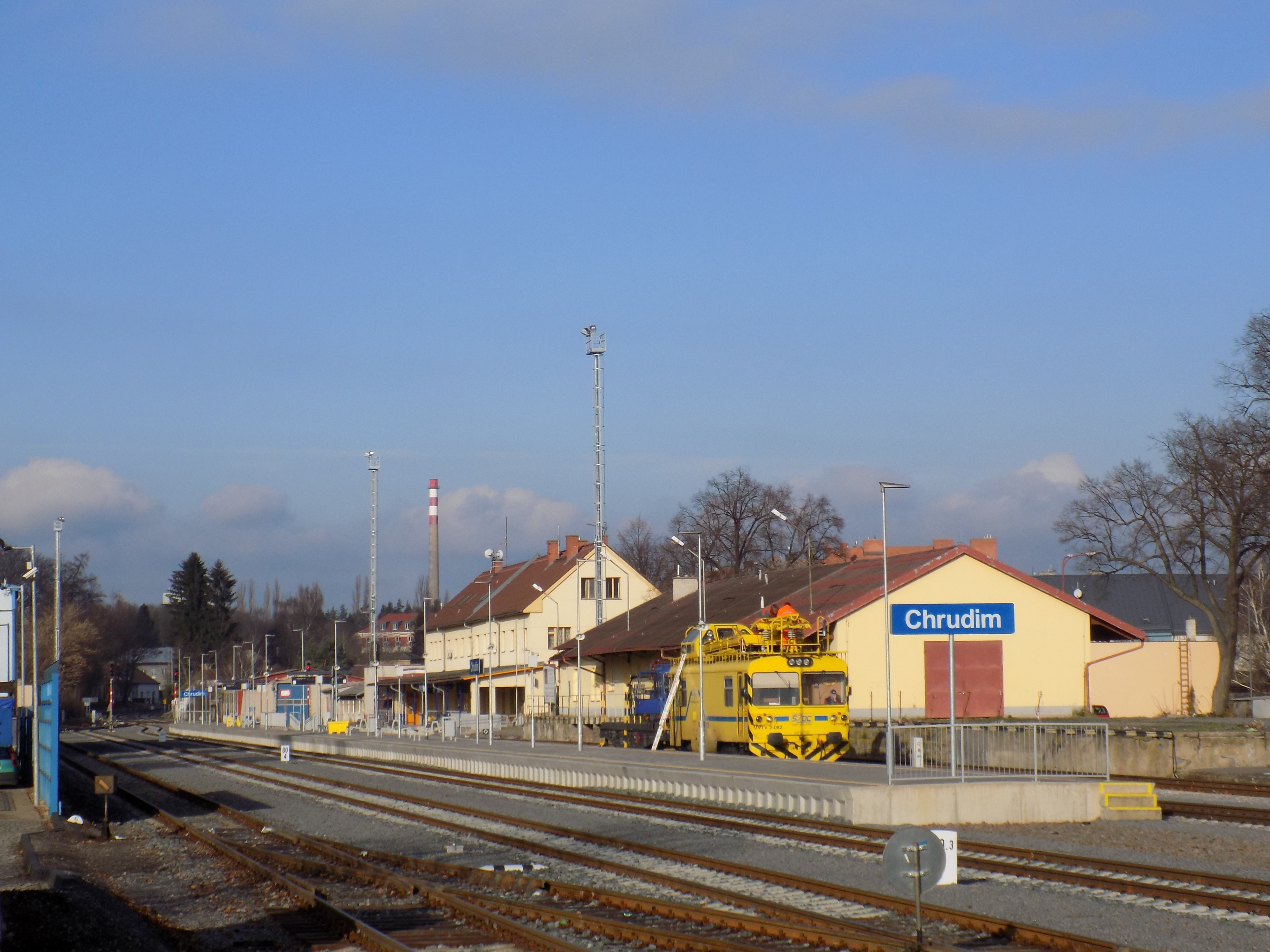
Rekonstruované vlakové nádraží v Chrudimi, kterému dominuje 180 metrů dlouhé poloostrovní nástupiště

Město Chrudim je lokální železniční křižovatkou. Po západní straně protíná město Chrudim trať 238 z Pardubic do Havlíčkova Brodu. Stanice Chrudim je v současnosti[kdy?] výchozí pro trať 016, která přes stanici Chrudim město, nazývané též „Malé nádraží“ nebo „Nové nádraží“, míří do Borohrádku. Ze stanice Chrudim město odbočuje trať do Heřmanova Městce, která v roce 2010 nesla označení 017 a byla v jízdních řádech součástí tratě Heřmanův Městec – Borohrádek. Podle návrhu chrudimských radních by mělo dojít k úplnému snesení trati do Heřmanova Městce a k její likvidaci. Tím by došlo i ke zrušení budoucí možné dopravy pracujících průmyslové zóny Západ po kolejích.
Ve městě jsou provozovány dvě železniční stanice (Chrudim a Chrudim město) a zastávka Chrudim zastávka. Již asi 10 let[kdy?] je plánována výstavba nové zastávky Chrudim-U Stadionu, v prostoru za OD Tesco. V místní části Medlešice se nachází stejnojmenná žel. stanice. Výhledově byla plánována tzv. Ostřešanská spojka, která měla odstranit zajížděním do stanice Rosice nad Labem jízdu úvratí do Pardubic. Nové návrhy uvažovaly o přeložce trati do Pardubic pod názvem Ostřešanská spojka. Ostřešanskou spojku bohužel zamítli představitelé Chrudimi a Ostřešan. Trať měla vést od nedokončeného úseku trati u Nemošic, pokračovat po náspu mezi Ostřešany a Mikulovicemi (tunel byl zamítnut) a kolem východní strany Medlešic se měla napojit před Chrudimí zastávkou na stávající trať 238. V současnosti[kdy?] je před realizací přestavba stanice Pardubice hl. n. Řešení mělo umožnit vést přímé vlaky, bez jízdy úvratí, mezi stanicemi Slatiňany a Hradec Králové. Tím padlo i uvažované využití stávajícího tělesa tratě 238 mezi Chrudimí a Starými Jesenčany jako cyklostezka.

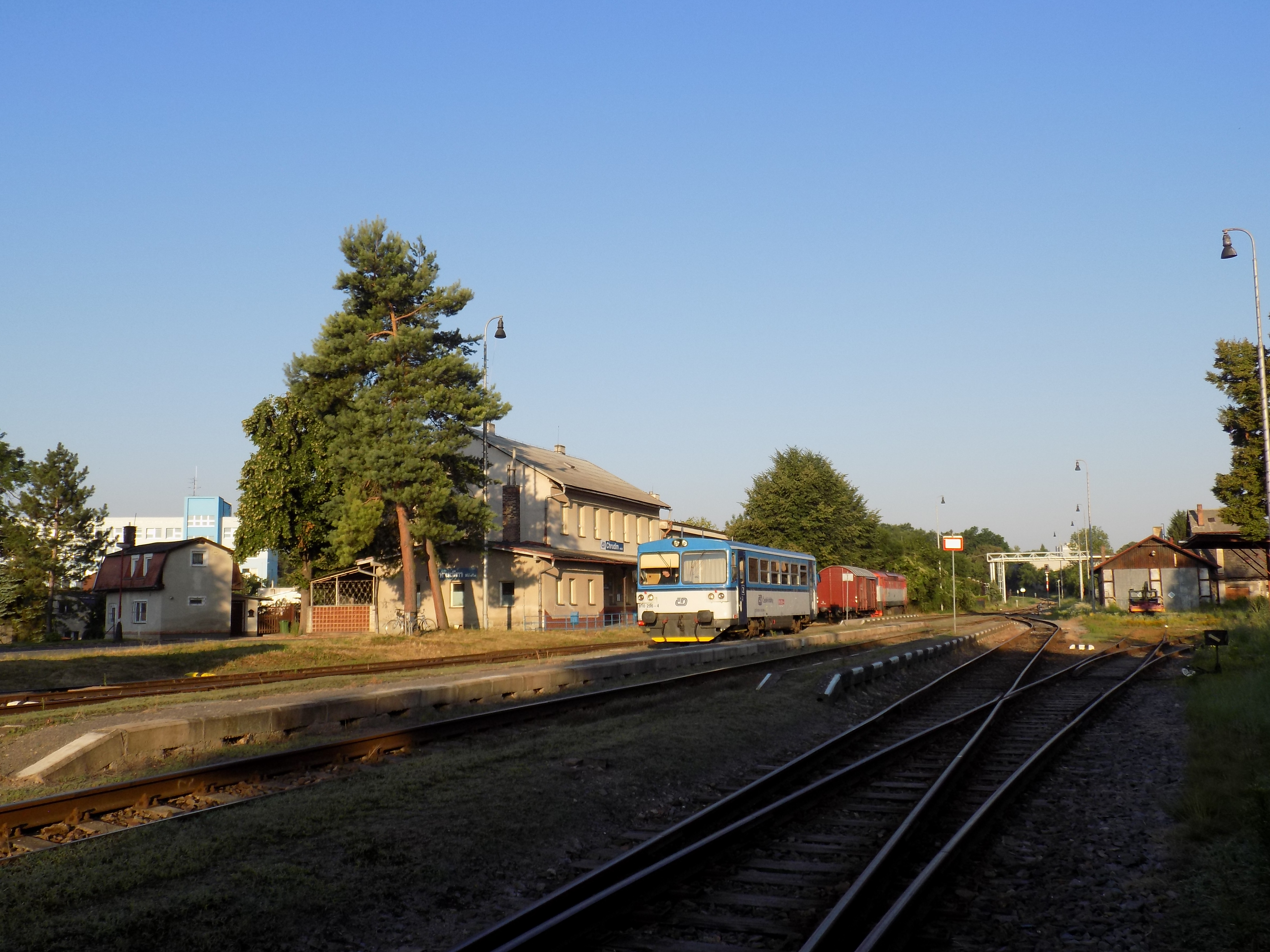
Železniční stanice Chrudim město

Trať Pardubice – Havlíčkův Brod je 92 km dlouhá neelektrifikovaná jednokolejná trať, která je součástí celostátní dráhy. Provoz na ní byl zahájen 1. června 1871. Pravidelné vlakové spojení po této trati zajišťují České dráhy a objednává ho Pardubický kraj. V současné době[kdy?] se na této trati vyskytují převážně motorové jednotky řady 814 zvané RegioNova a od 23. 12. 2013 také dvě nové jednotky řady 844 RegioShark. Ačkoliv v roce 2015 prošla velká část trati celkovou rekonstrukcí, která umožnila zvýšení traťové rychlosti na několika úsecích až na 100 km/h, kraj nadále objednává pouze zastávkové vlaky, a tak se až na několik světlých výjimek může cestujícím o rychlém spojení s Pardubicemi (± 24 minut), Hlinskem v Čechách (± 51 minut), Havlíčkovým Brodem (± 1h 45 minut) nebo Jihlavou (± 2h 30 minut) jenom zdát.[zdroj?] Na trati není taktová doprava.
Trať 016 je 36 km dlouhá neelektrifikovaná regionální dráha. Provoz na ní byl zahájen 26. září 1899. Pravidelné vlakové spojení po této trati zajišťují České dráhy a objednává ho Pardubický kraj. Osobní vlaky jsou vedeny převážně motorovými vozy řady 810. Z Chrudimi do Moravan a zpět je denně vypravováno 7 párů osobních vlaků, mimo pracovní dny 5 párů.
Železniční trať Chrudim město – Heřmanův Městec
Trať 017 je 13,5 km dlouhá neelektrifikovaná regionální dráha. Provoz na ní byl zahájen 26. září 1899. Na trati je od jízdního řádu 2010/11 zrušena pravidelná osobní doprava, poslední osobní vlak zde podle jízdního řádu projel v prosinci roku 2010. V současné době[kdy?] je trať v tzv. dlouhodobé výluce, a tak zde nemohou být provozovány ani výletní vlaky. Smutnou skutečností je, že tato trať je od prosince 2015 jedinou tratí bez pravidelné osobní dopravy v celém Pardubickém kraji.

### Nákladní železniční doprava
V Chrudimi se nacházelo celkem 8 železničních vleček, v současné době[kdy?] jsou ale v provozu už jen dvě. První je vlečka ONIVON a.s., která vychází ze stanice Chrudim a nachází se v areálu bývalé Transporty. Vlečkové kolejiště je využíváno přibližně z jedné třetiny a posun na vlečce vykonávají dvě lokomotivy řady 701, které patří vlastníkovi vlečky. Druhá vlečka je pak vlečka do lihovaru, který je jedním z největších výrobců lihu v ČR. Vlečka vychází přímo ze stanice Chrudim město a obsluhována je několikrát do týdne společností ČD Cargo.

### Letecká doprava
V Chrudimi je veřejné vnitrostátní letiště převážně sportovního charakteru umožňující i provoz všeobecného letectví. Situováno je jihozápadně od města, má travnatou dráhu. Vlastníkem letiště je Ministerstvo obrany ČR, provozovatelem letiště je Aeroklub Chrudim.

## Zdravotnictví

### Chrudimská nemocnice
V celém Chrudimském kraji byly v polovině 19. století jen dvě nemocnice, a to v Poličce (6 lůžek) a v Litomyšli (2 lůžka). Chrudimská nemocnice byla zřízena v roce 1853 u špitálu sv. Jana Křtitele a měla 8 lůžek. První moderní chrudimská nemocnice, Palackého třída, byla postavena v letech 1861–1863, na svou dobu byla velice moderní, od původu byla nemocnicí všeobecnou, tedy zařízenou na léčení všech chorob. Na počátku 20. století přestávala nemocnice dostačovat potřebám. Od roku 1907 se jednalo o stavbě nové nemocnice. Výstavbě ale zabránila nejprve první světová válka a poté hospodářská krize na počátku 30. let. Roku 1934 byl založen Spolek pro postavení nové nemocnice a okresní národní výbor v Chrudimi zařadil výstavbu do svého dvouletého plánu. Část staré nemocnice, obrácená do ulice Husova, byla v sedmdesátých letech zbourána, aby uvolnila místo pro panelovou výstavbu bytovek. Stará nemocnice, Palackého třída, slouží dnes jako poliklinika.
V roce 1926 byla, „Na Kopečku“ ulice Čáslavská, postavena budova Státní výzkumné stanice zemědělské. Tato budova byla v roce 1942 byla přestavěna na nemocnici. Později fungovala jako plicní oddělení. V současnosti budova je provozována jako soukromé zařízení pro seniory.

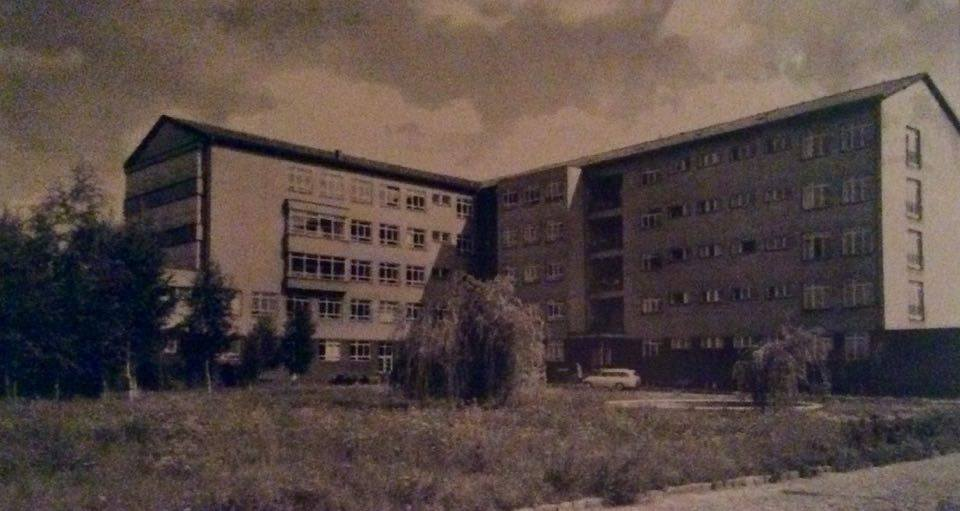
Areál nové nemocnice v Chrudimi v roce 1971

Nová nemocnice ve Václavské ulici byla zbudována v letech 1948–1957, kapacita nového zařízení činila 350 lůžek. Chrudimská nemocnice měla od konce padesátých let tři budovy – starou nemocnici (poliklinika Palackého tř.), budovu plicního oddělení („Na Kopečku“) a novou budovu nemocnice. Do zámečku v Přestavlkách bylo přesunuto oddělení dlouhodobě nemocných. Oddělení ze zámečku v Přestavlkách bylo přesunuto do budovy „Na Kopečku“. Hlavní budova Nové nemocnice se od výstavby do devadesátých let se zásadnějším způsobem nezměnila (výjimkou bylo otevření oddělení ARO v roce 1978). V devadesátých letech začala rozsáhlá přístavba nemocnice (dokončena v roce 1996) a po roce 2000 i rekonstrukce starých prostor.
V roce 1984 byla otevřena nová poliklinika na Palackého třídě, proti Staré nemocnici. Nová poliklinika nahradila strženou budovu polikliniky „Nemocenské pokladny" Palackého třída – Na Kalábrii, která ustoupila bytové výstavbě.

## Společenský život

### Vzdělání a kultura
Ve městě je šest základních škol. Mezi ně patří například Základní škola Dr. Jana Peška, Základní škola Dr. Jana Malíka, Základní škola Školní náměstí. Jedna škola zájmově umělecká, jedna střední soukromá škola a šest středních škol státních. Gymnázium Josefa Ressela (od roku 1863), Obchodní akademie (od roku 1882), Střední průmyslová škola strojnická, technická a vyšší odborná, Střední škola zemědělská a vyšší odborná, Střední škola zdravotnická a sociální, Střední odborná škola a Střední odborné učiliště obchodu a služeb a soukromá Hotelová škola Bohemia s pedagogickým lyceem. Tradičními kulturními akcemi jsou ve městě přehlídky amatérských loutkářských souborů – Loutkářská Chrudim a Chrudimské hudební pátky – koncerty vážné hudby. Z města pocházejí i významné osobnosti hudby – Bohumil Benoni (1862–1942), Rudolf Vonásek (1914). Ve městě je i několik hudebních těles – Chrudimská komorní filharmonie, dechová hudba „Chrudimské besedy“, Taneční a dechový orchestr ZUŠ Chrudim, swingový Big Band Chrudim a funky-jazz-rockový KYX orchestra. Od roku 1801 se hrálo v Chrudimi divadlo. V roce 1931 začala stavba nové budovy městského divadla. Ve městě je amatérský divadelní soubor „Štěpánek“ a pěvecký sbor „Slavoj“, který byl založen v roce 1856. Expozice Regionálního muzea v Chrudimi jsou zaměřeny na regionální dějiny, umělecké řemeslo a umělecký plakát. Nově vybudované Muzeum barokních soch (MUBASO), Muzeum loutkářských kultur a Kabinet EX-LIBRIS, který je detašovaným pracovištěm Památníku národního písemnictví v Praze, jsou svým způsobem jedinečná muzea v celosvětovém měřítku.

#### Základní umělecká škola
První zmínky o uměleckém vzdělání v Chrudimi souvisejí s církevní hudbou a vyučováním jednotlivců. Zpočátku byli vyučujícími regenschori, varhaníci a učitelé. Známým učitelem zpěvu a houslí byl Pavel Josef Wolf (1724-1797), u něhož se dva roky učil skutečský rodák, hudební skladatel Václav Jan Tomášek. Wolfův nástupce Václav Rikl (1767-1858) odchoval několik generací hudebníků. V učitelské hudební tradici pokračovali např.: František Horálek (1815-1872), Alois Hnilička a mnoho dalších. Hudba a zpěv se zároveň vyučovali na všech chrudimských školách.
Ve druhé polovině 19. století vznikla řada hudebních ústavů, v nichž bylo vyučováno především hře na klavír a zpěvu. Zkoušky probíhaly veřejně formou koncertů. V roce 1874 působily v Chrudimi hudební ústavy Terezie Beerové a Aloisie Klausové, roku 1877 otevřela svůj ústav Berta Procházková, o čtyři roky později Vilemína Julišová. Významný byl ústav Anny Chrzové (založen 1886), mezi jejíž žáky patřili například zpěvák Bohumil Benoni a klavíristka Ella Správková. Vznikly i další hudební ústavy, např.: ústav Anny Součkové, sólistky Slavoje, jejíž žákyní byla Marie Musilová, interpretka písní Vítězslava Nezvala, a další.
V letech 1946–1948 existovala v Chrudimi městská hudební škola. Náhradou za ni měly být kurzy při osvětovém domě, později při klubech pracujících. Dne 1. září 1956 byla ustanovena státní Základní hudební škola, od roku 1961 Lidová škola umění. V době vzniku měla dvě učitelky(oddělení klavírní a houslové) a 45 žáků. Škola neměla vlastní budovu, učebny zapůjčil osvětový dům. V dalších letech se škola rozšiřovala(o oddělení zpěvu, přípravnou hudební výchovu), a tak byly ve školním roce 1957/1958 zřízeny další provizorní učebny v budově zemědělské technické školy čp. 205/IV, v roce 1958/1959 pak získala škola ještě sedm učeben v budově bývalého pedagogia čp. 291/IV. V letech 1959–1963 sídlila škola v jednom z objektů tehdejší III. osmiletky na Školním náměstí, od února 1963 sídlí v budově čp. 92/III v ulici Obce ležáků. To již byla Lidovou školou umění, s obory výtvarným, hudebním, literárně dramatickým(od roku 1961) a tanečním(od roku 1963). Od 1. září 1990 škola změnila název na Základní umělecká škola v Chrudimi.

#### Muzeum

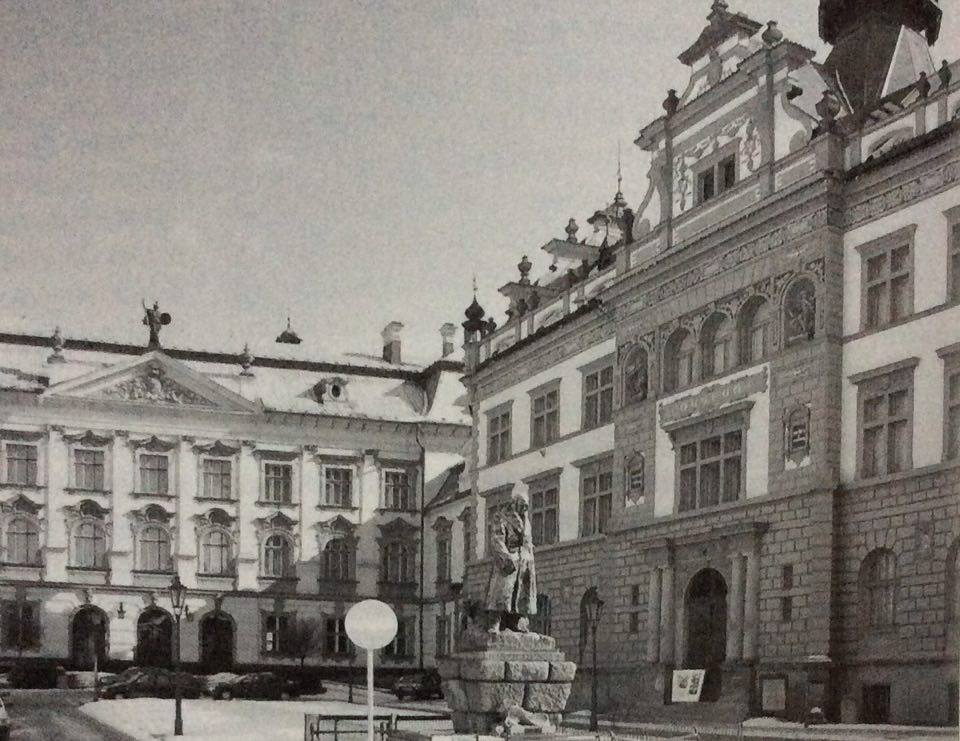
Komplex muzejních budov

Muzeum je komplex budov sloužících kulturním potřebám města a původně určených pro muzejní účely. Postaven byl chrudimskou obcí pro potřeby Průmyslového musea pro východní Čechy v Chrudimi v letech 1897–1901 podle plánu pražského architekta Jana Vejrycha. V uliční čáře Široké ulice stojí budova novorenesanční, v prostranství za sochou Josefa Ressela uzavírá budova novobarokní.
Novorenesanční budova byla slavnostně zpřístupněna 2. prosince 1898, obsahuje celou řadu uměleckých děl. Budova, postavená pro muzejní sbírky, sloužila v průběhu let částečně i potřebám chrudimského knihovnictví a osvětové činnosti. V současné době jsou zde expoziční, výstavní a depozitární prostory Regionálního muzea v Chrudimi, je zde umístěna muzejní knihovna a konzervátorské pracoviště muzea.
Novobarokní objekt s reprezentačními prostory, původně určenými především pro výstavní účely muzea, byl slavnostně zpřístupněn dne 19. 5. 1901. Již mnoho desetiletí je využíván k pořádání významných kulturních a společenských akcí, konferencí, koncertů, plesů, výstav apod. Sídlí v něm kulturní středisko Chrudimská beseda, Měšťanská restaurace a Kabinet ex libris Památníku národního písemnictví v Praze, který využívá zdejší Novou výstavní síň. Nad průčelním štítem budovy je umístěna socha bohyně Pallas Athény od Antonína Poppa, součástí budovy jsou i dvě památkově chráněná gotická kamenná ostění. Za připomenutí stojí ještě bohatá štuková výzdoba Velkého sálu či kazetový strop.

### Tělovýchova a sport

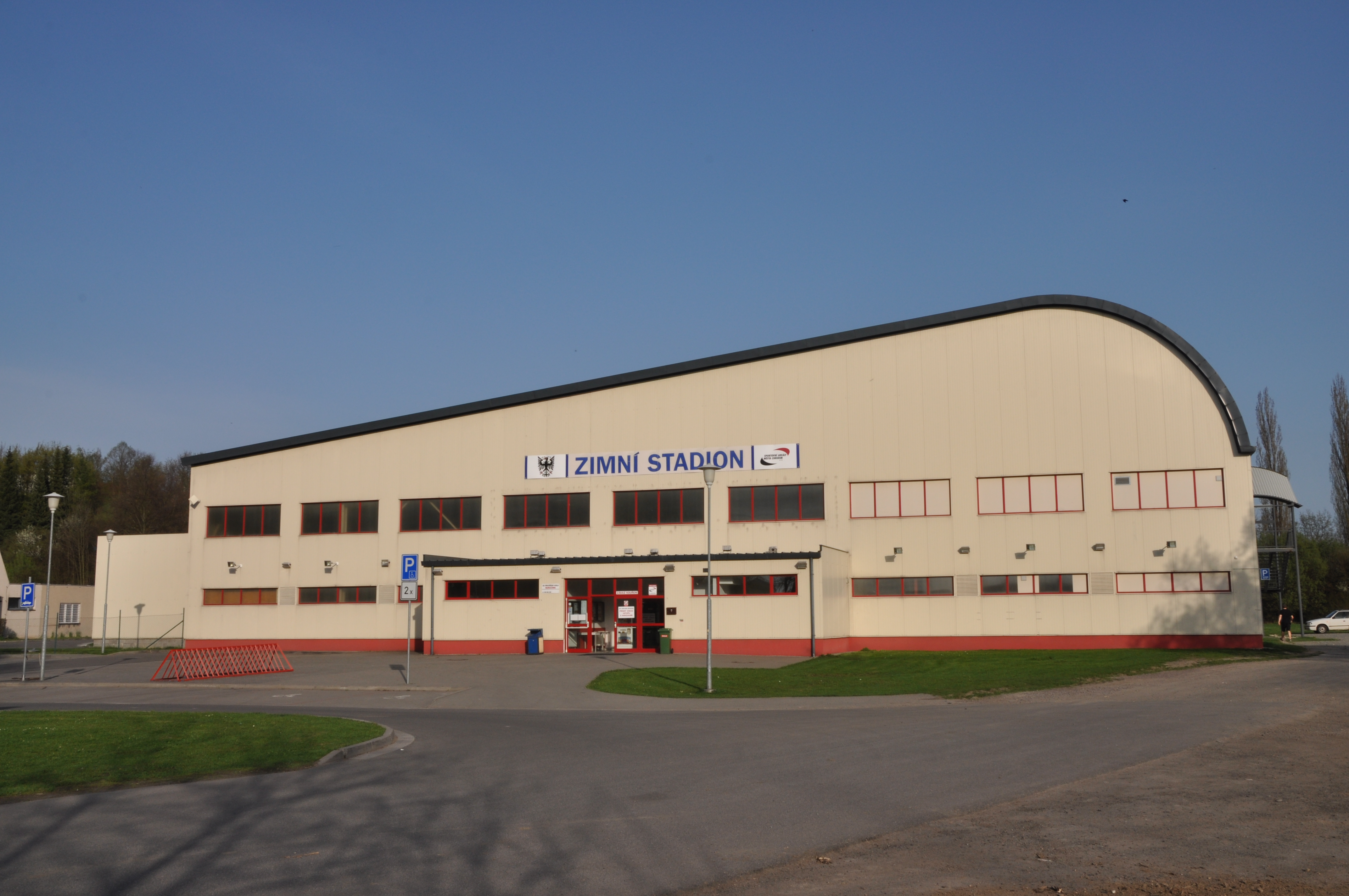
Zimní stadion

Ve městě jsou tři tělovýchovné jednoty, dva fotbalové stadiony, jedna umělá ledová plocha (zastřešená), tenisové kurty, víceúčelová sportovní hala, letní plovárna, plavecký bazén s tobogánem, lanový park a malá lezecká stěna v městských lesích Podhůra a plochá dráha (která se nepoužívá).

#### Letní plovárna

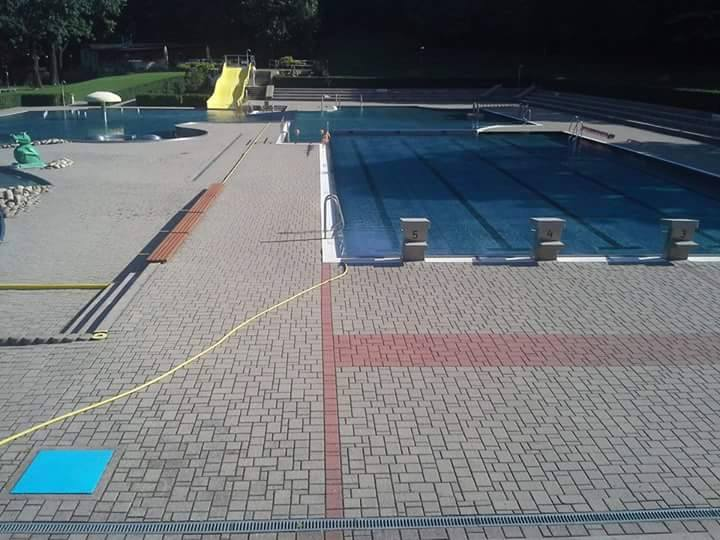
Současná chrudimská plovárna

Původní plovárna byla vybudována v letech 1947 až 1952 na místě bývalého mlýna Valcha. Zahrnovala padesátimetrový bazén, bazén pro skoky do vody, brouzdaliště a bazén pro děti se skluzavkou. Kvůli špatnému stavu bazénů – konstrukce van se bortila, do skokanského bazénu prolínala voda z řeky Chrudimky – bylo rozhodnuto o její rekonstrukci.
Roku 1998 se hlavní investor – město Chrudim – rozhodl o předělání systémem v Česku ještě nikdy nepoužitým – celonerezovou bazénovou vanou, která nahradila betonové konstrukce. Zásadní přestavbu prodělal areál v letech 1999 až 2000. V sousedství plovárny byl v lednu 1993 otevřen krytý komplex s bazénem o délce 25 metrů, dětským bazénem, tobogánem, saunou a bufetem.
Zrekonstruovaná chrudimská plovárna, která byla slavnostně otevřena 3. června 2000, je jednou z prvních nerezových plováren v České republice. Nachází se zde 25metrový bazén s pěti dráhami, bazén pro neplavce obohacený o masážní lavici a provazovou lávku. Od rekreačního bazénu, ve kterém se nachází vodní hřib, divoký kanál a čtrnáctimetrová klouzačka, je oddělen širokým nerezovým skluzem. Pro děti je určeno dětské brouzdaliště. Areál koupaliště je obklopen udržovanými travnatými plochami. Součástí koupaliště jsou dvě hřiště na plážový volejbal či menší fotbalové hřiště. K občerstvení návštěvníků slouží 3 bufety.

#### Sportovní kluby
Nejúspěšnějším sportovním oddílem ve městě je futsalový klub FK Chrudim, který je nejúspěšnějším českým futsalovým klubem vůbec. Má na svém kontě již patnáct mistrovských titulů. V letech 2006-2018 byla jeho hegemonie absolutní, v té době získal dvanáct titulů v řadě. Krom toho má tituly ze sezón 2003/04, 2004/05 a 2021/22. Dvanáctkrát též vyhrál český pohár a dvakrát si zahrál elitní Ligu mistrů. Své domácí zápasy hraje ve Sportovní hale města Chrudim, kam se vejde 720 diváků. Známý je značným množstvím brazilských futsalistů v týmu. I trenérem je od roku 2016 Brazilec Felipe Conde.

### Rekreační zázemí města

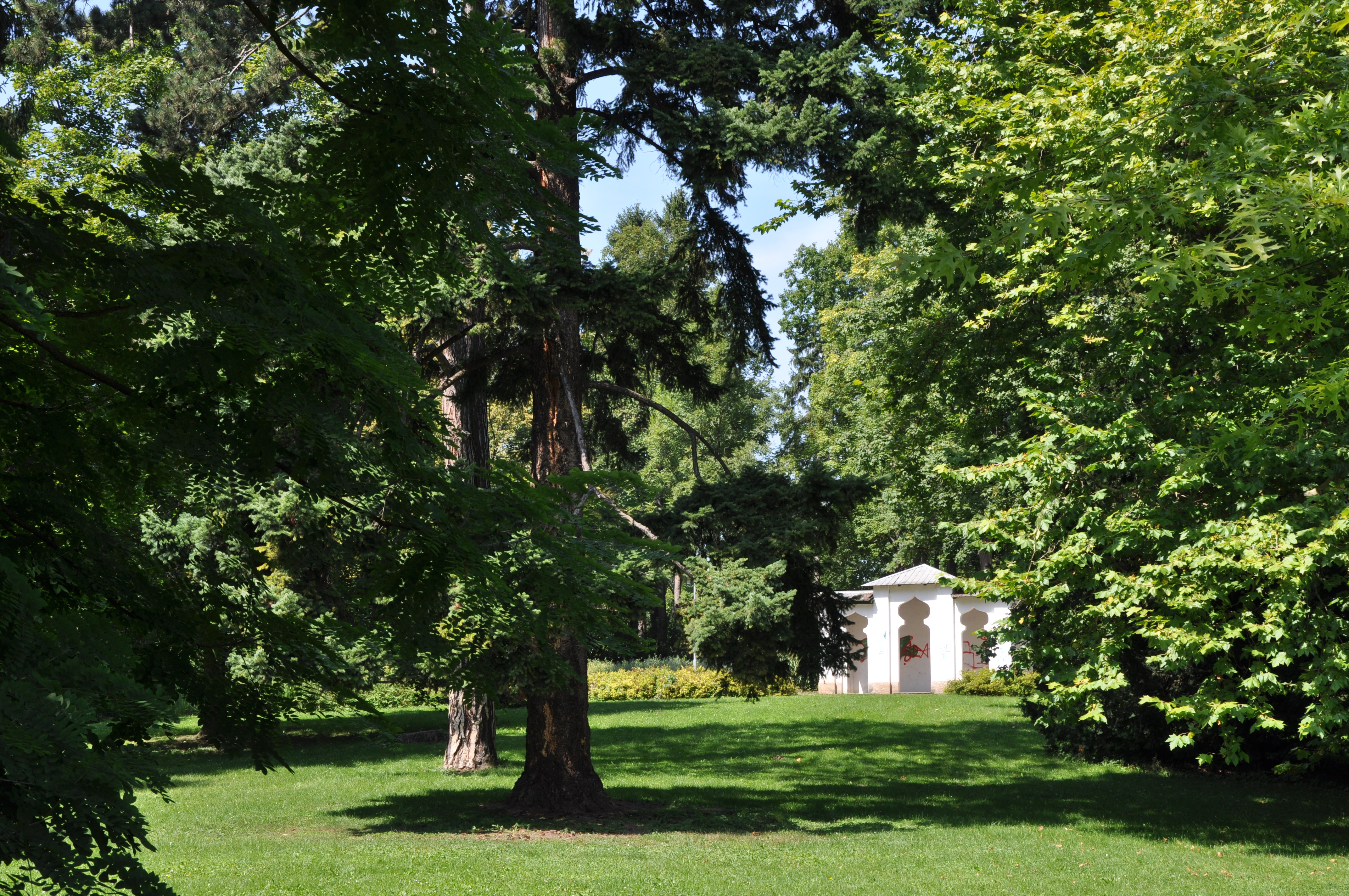
Park

#### Městský park
Chrudimský městský park se rozprostírá po pravé straně Pardubické ulice (ve směru do Pardubic). Je obklopen Finančním úřadem a Brožkovými tenisovými dvorci z jedné strany a Dětským dopravním hřištěm ze strany druhé. U vstupu se nachází socha múzy Kalliopé od Bohuslava Schnircha, která byla po požáru Národního divadla v roce 1881 poškozená zakoupena chrudimskou Občanskou záložnou za 220 zlatých. Park vznikl v letech 1875 až 1876 podle návrhu knížecího zahradníka Švarce z Heřmanova Městce. Velkou zásluhu na jeho založení měl chrudimský továrník František Wiesner – podle něho byl park pojmenován Wiesnerovy sady. Od doby založení proběhlo v parku několik úprav. Rozšíření východním směrem, které proběhlo na popud místního okrašlovacího spolku, se zrealizovalo podle projektu vrchního zahradníka města Prahy Františka Thomayera, který do svého projektu zahrnul i rybníček, jenž je zajímavý bohatou vodní vegetací. Na jaře se v něm rozmnožuje ropucha obecná a v létě je zcela zarostlý prustkou obecnou. V souvislosti s hospodářskou a průmyslovou výstavou v roce 1881 byly v parku vystavěny altány a pavilony, z nichž se dochoval pouze jeden postavený v maurském slohu. Obnovení dřevěného altánku proběhlo v roce 2001. Kromě množství vzrostlých stromů, kterých zde v roce 2014 bylo 36 druhů a 15 druhů keřů, park dále doplňují dřevěné mostky. V roce 2016 byl do parku v rámci projektu Zdravé město Chrudim nainstalován na travnatou plochu pohyblivý herní prvek z dřevěných kůlů, jehož účelem je park oživit a zvýšit jeho návštěvnost. V části parku, kde se dříve nacházelo hřiště na pétanque a volejbalový kurt, se objeví nové dětské hřiště.
Oblasti Železných hor a Žďárských vrchů jsou velmi intenzivně využívány občany i návštěvníky Chrudimi.
- Sečská přehrada (18 km) – vodní sporty, koupání, jachting apod., státní přírodní rezervace
- Trhová Kamenice (22 km) – botanické zajímavosti, vřesoviště
- Vysočina (35 km) – expozice lidové architektury Veselý Kopec
- Slatiňany (4 km) – zámek, hipologické muzeum, zámecký park, chovná stanice koní (kladrubský vraník)
- Rabštejnská Lhota (4 km) – jedinečný geologický útvar, pobřežní útes křídového moře
- Nasavrky (14 km) – rezervace „Kaštanka“, největší sad kaštanu jedlého, letní výstavy obrazů

## Členění města

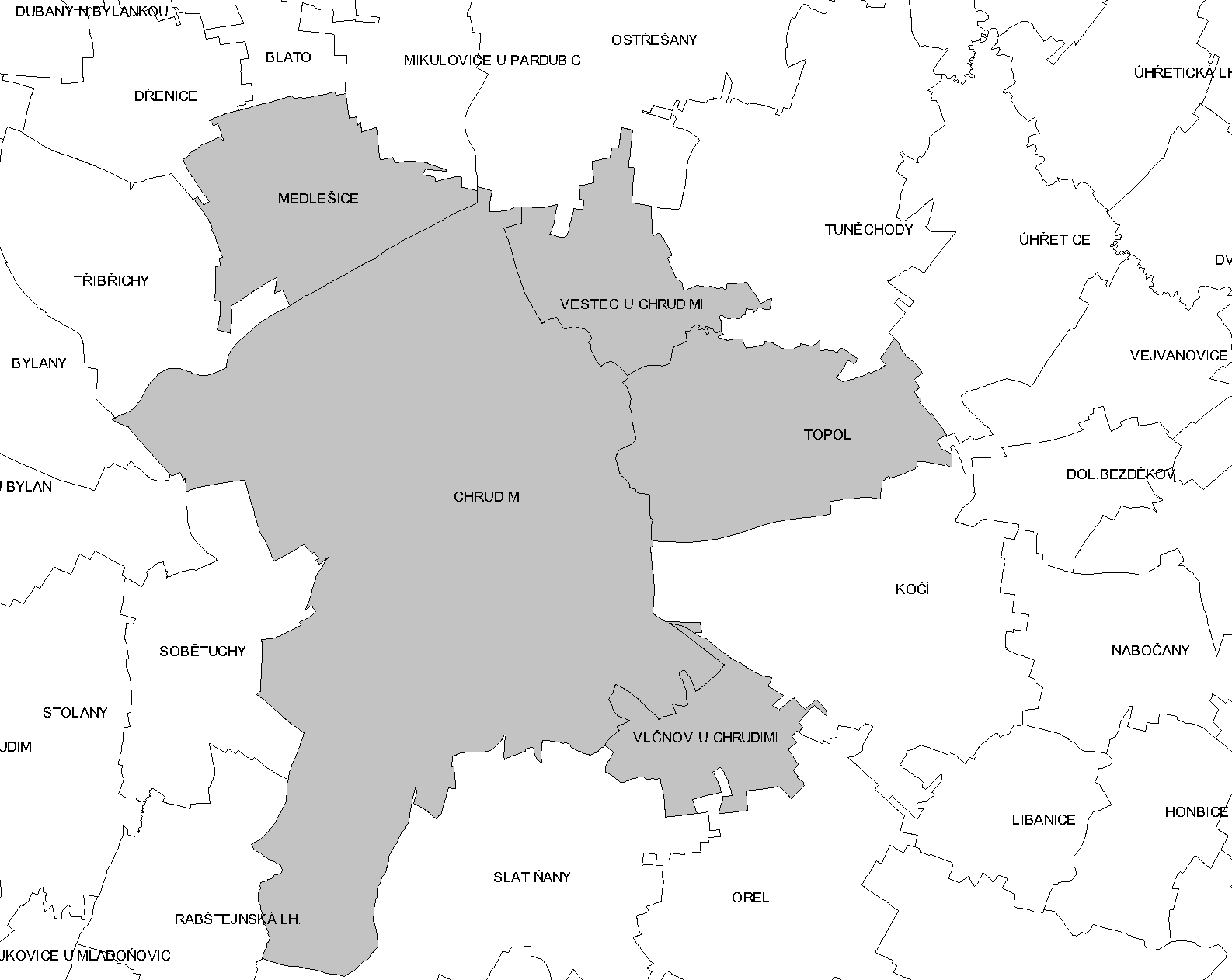
Katastrální členění Chrudimi

Město se v současné době skládá z osmi místních částí na pěti katastrálních územích:
- k. ú. Chrudim – části Chrudim I-Vnitřní Město, II-Nové Město, III-Kateřinské Předměstí a Chrudim IV-Jánské Předměstí (část)
- k. ú. Medlešice – část Medlešice (připojeny 1985[29])
- k. ú. Topol – části Topol (připojen 1990[29]) a Chrudim IV-Jánské Předměstí (část)
- k. ú. Vestec u Chrudimi – část Vestec (připojen 1961[29])
- k. ú. Vlčnov u Chrudimi – část Vlčnov (připojen 1981[29])

## Správní území
Chrudim byla dříve okresním městem, v současnosti je obcí s rozšířenou působností a pověřeným obecním úřadem. Okres Chrudim ale stále existuje a skládá se ze 108 obcí, správní obvod obce s rozšířenou působností z 86 obcí. Sídlí zde také stále okresní soud a okresní státní zastupitelství. Sousedními obcemi sídla jsou Bylany, Rabštejnská Lhota, Sobětuchy, Slatiňany, Kočí, Orel, Tuněchody, Úhřetice, Vejvanovice, Třibřichy, Dřenice, Lány, Ostřešany a Mikulovice.
Město Chrudim je rovněž jedním ze dvou významných posádkových měst v Pardubickém kraji (Chrudim, Pardubice). Chrudim je posádkou 43. výsadkového pluku, jediného útvaru tohoto typu v Armádě České republiky. Útvar sídlí na adrese Obce Ležáků 14, na kraji obce směrem na Slatiňany.

## Obyvatelstvo

### Počet obyvatel
| Rok            | 1869   | 1880   | 1890   | 1900   | 1910   | 1921   | 1930   | 1950   | 1961   | 1970   | 1980   | 1991   | 1998   | 2001   | 2011   | 2012   | 2013   | 2014   | 2015   | 2016   | 2017   | 2018   | 2019   |
| -------------- | ------ | ------ | ------ | ------ | ------ | ------ | ------ | ------ | ------ | ------ | ------ | ------ | ------ | ------ | ------ | ------ | ------ | ------ | ------ | ------ | ------ | ------ | ------ |
| Počet obyvatel | 10 585 | 13 240 | 13 484 | 14 413 | 14 996 | 14 620 | 14 776 | 15 210 | 16 460 | 18 238 | 21 393 | 23 643 | 24 175 | 23 898 | 23 239 | 23 182 | 22 842 | 22 718 | 22 684 | 22 706 | 22 714 | 22 703 | 23 569 |

### Struktura populace
Podle sčítání 1921 zde žilo v 1 241 domech 13 129 obyvatel, z nichž bylo 7 026 žen. 12 961 obyvatel se hlásilo k československé národnosti, 47 k německé a 10 k židovské. Žilo zde 9 401 římských katolíků, 606 evangelíků, 834 příslušníků Církve československé husitské a 150 židů.
Podle sčítání 1930 zde žilo v 1 629 domech 13 264 obyvatel. 13 034 obyvatel se hlásilo k československé národnosti a 124 k německé. Žilo zde 7 612 římských katolíků, 734 evangelíků, 3 370 příslušníků Církve československé husitské a 117 židů.

Věková struktura obyvatel obce Chrudim roku 2011
Rodinný stav obyvatel obce Chrudim roku 2011
Vzdělání obyvatel obce Chrudim roku 2011

## Významné osobnosti města

### Narodili se zde:
- Viktorin Kornel ze Všehrd (1460–1520), humanista, právník
- Jan Mydlář (1572–1664), kat
- Matěj Krocín (1583–1648), protestantský kněz a exulantský spisovatel
- Josef Ceregetti (1722–1799), malíř a historik
- Jan Nepomuk Štěpánek (1783–1844), představitel českého venkovského divadla, dramaturg Tylova divadla
- Josef Ressel (1793–1857), vynálezce lodního šroubu
- Josef Benoni (1823–1905), politik, novinář a překladatel
- Jiří Pacold (1834–1907), profesor stavitelství
- Boleslav Plaček (1846–1908), právník a politik, poslanec Českého zemského sněmu a Říšské rady
- Gotthard Josef Lašek (1854-1837), český pedagog, hudební skladatel, sbormistr, dirigent a spisovatel
- Karel Chytil (1857–1934), historik umění, 1. ředitel Uměleckoprůmyslového muzea v Praze, profesor Univerzity Karlovy
- Bohumil Benoni (1862–1942), operní pěvec (baryton)
- Jindřich Souček (1863–1940), český technik, hudební skladatel a sbormistr
- Václav Jeřábek (1877–1939), bytový architekt
- Josef Vaněk (1886–1968), zahradník, architekt, redaktor, spisovatel
- Vilém Rittershain (1889–1963), filmový architekt
- Bohumil Šternberk (1897–1983), astronom, první pozorovatel Pluta v Evropě
- Jaroslav Lonek (1904–1945), český letecký konstruktér, pilot a představitel československého protinacistického odboje
- Kurt Freund (1914–1996), československý a kanadský psychiatr a sexuolog
- Miloš Vodička (* 1938), básník
- Consuela Morávková (* 1944), filmová a divadelní herečka
- Jan Knap (* 1949), malíř
- Miloslav Výborný (* 1952), politik, ústavní soudce
- Jiří Vondráček (* 1953), hudebník, herec, režisér, bratr Heleny Vondráčkové
- Dagmar Pecková (* 1961), operní zpěvačka
- Libor Škrlík (* 1966), výtvarník
- Světlana Šáchová, Miss, zpěvačka, moderátorka, modelka
- Dušan Salfický (* 1972), bývalý hokejový brankář, regionální politik
- Michal Bobek (* 1977), právník, soudce, bývalý generální advokát Soudního dvora EU
- Petr Průcha (* 1982), hokejový útočník (HC Pardubice, New York Rangers, Phoenix Coyotes, SKA Petrohrad)
- Šárka Vaňková (* 1987), zpěvačka
- Jan Hrabovský (* 1993), fyzik a chemik
- Martin Mikyska (* 1994), bavič
- Nina Špitálníková (* 1987), koreanistka, spisovatelka
- Tomáš Zářecký (* 1988), spisovatel, fejetonista, pedagog

### Působili zde:
- Johann Paul Czechpauer (1726–?), sochař
- Ignác Rohrbach (asi 1691–1747), sochař
- Emanuel Pippich (1812–1886), právník, organizátor kultury, otec Karla Pippicha
- Josef Machek (1821–1899), právník a politik, poslanec Českého zemského sněmu, starosta města a okresní starosta
- Alois Gallat (1827–1901), spisovatel, dramatik, ředitel městského úřadu, organizátor kultury
- Camille Saint-Saëns (1835–1921), hudební skladatel; během pobytu v r. 1886 zde složil Karneval zvířat
- Karel Pippich (1849–1921), právník, organizátor divadla a sokolského hnutí
- Josef Kubelka (1868–1894), lyrický básník
- Jaromír John (1882–1952), spisovatel, novinář, pedagog, výtvarný estetik a kritik
- František Jorda (1859-1949), obchodník (drogista), zakládající člen fotografického odboru, člen představenstva lihovaru
- Ing. Josef Vencl (1883-1958), městský architekt v letech 1915-1920
- Cyril Luhan (1904–1973), architekt a stavitel
- Miroslav Hanuš (1907–1995), spisovatel
- Jiří Charvát (1915–1998), notář, historik
- Ladislav Pecháček (* 1940), scenárista
- Petr Pithart (* 1941), právník, politik, bývalý senátor
- Jan Frolík (* 1956), archeolog a historik středověku, věnuje se Chrudimsku

### Starostové města
- JUDr. Vilém Sýkora (1873–1942), v letech 1923–1927
- Jiří Nový († 29. ledna 2017), v letech 1990–1998
- Ing. Ladislav Libý (* 1953), za ODS v letech 1998–2006
- Mgr. Jan Čechlovský (* 1974), za ODS v letech 2006–2010
- Mgr. Petr Řezníček (* 1951), za SNK ED v letech 2010–2018
- František Pilný (* 1977), za ANO od 2018

## Partnerská města
- Znojmo, Česko
- Oleśnica, Polsko
- Svidník, Slovensko
- Motovun, Chorvatsko

## Fotogalerie

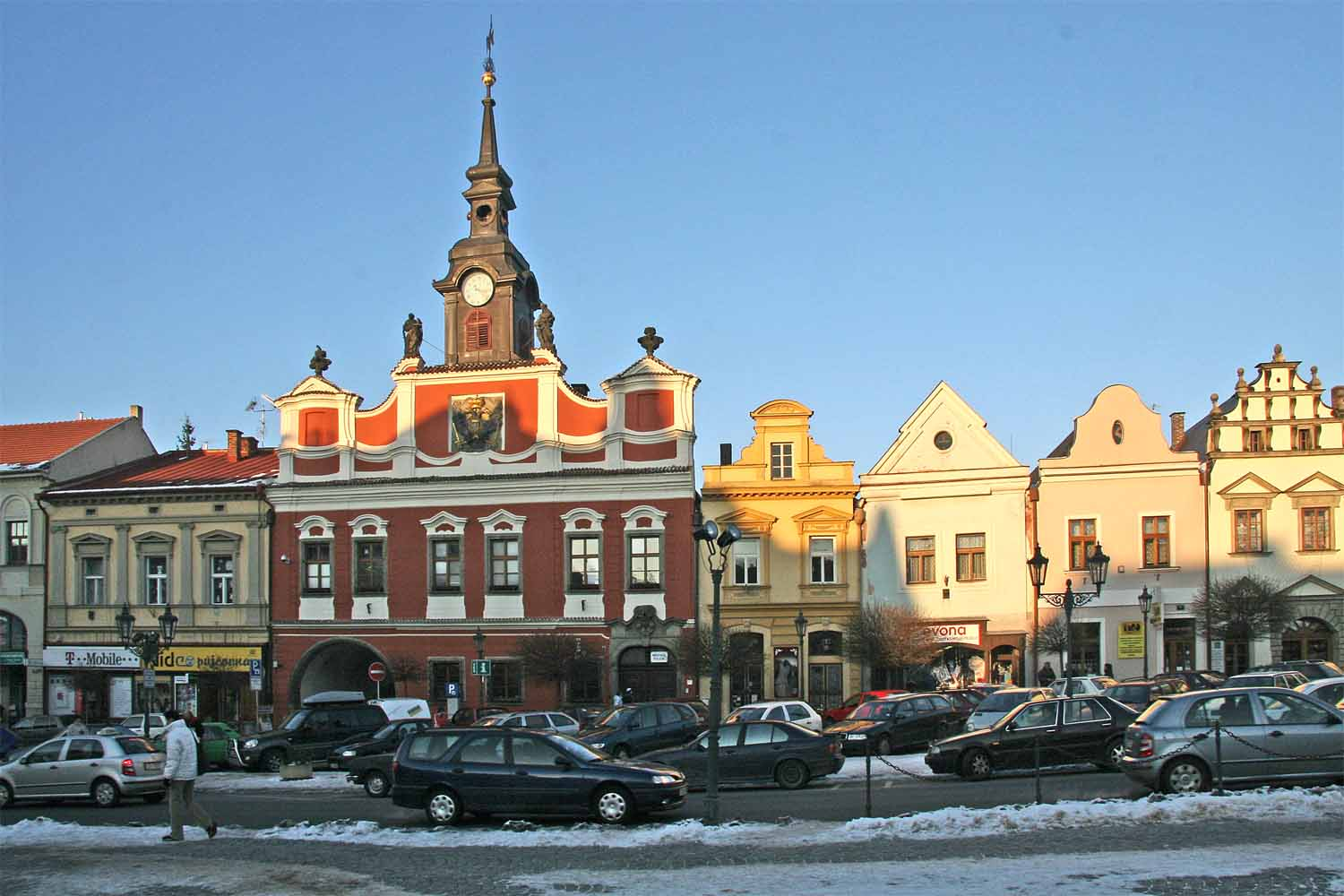
Resselovo náměstí
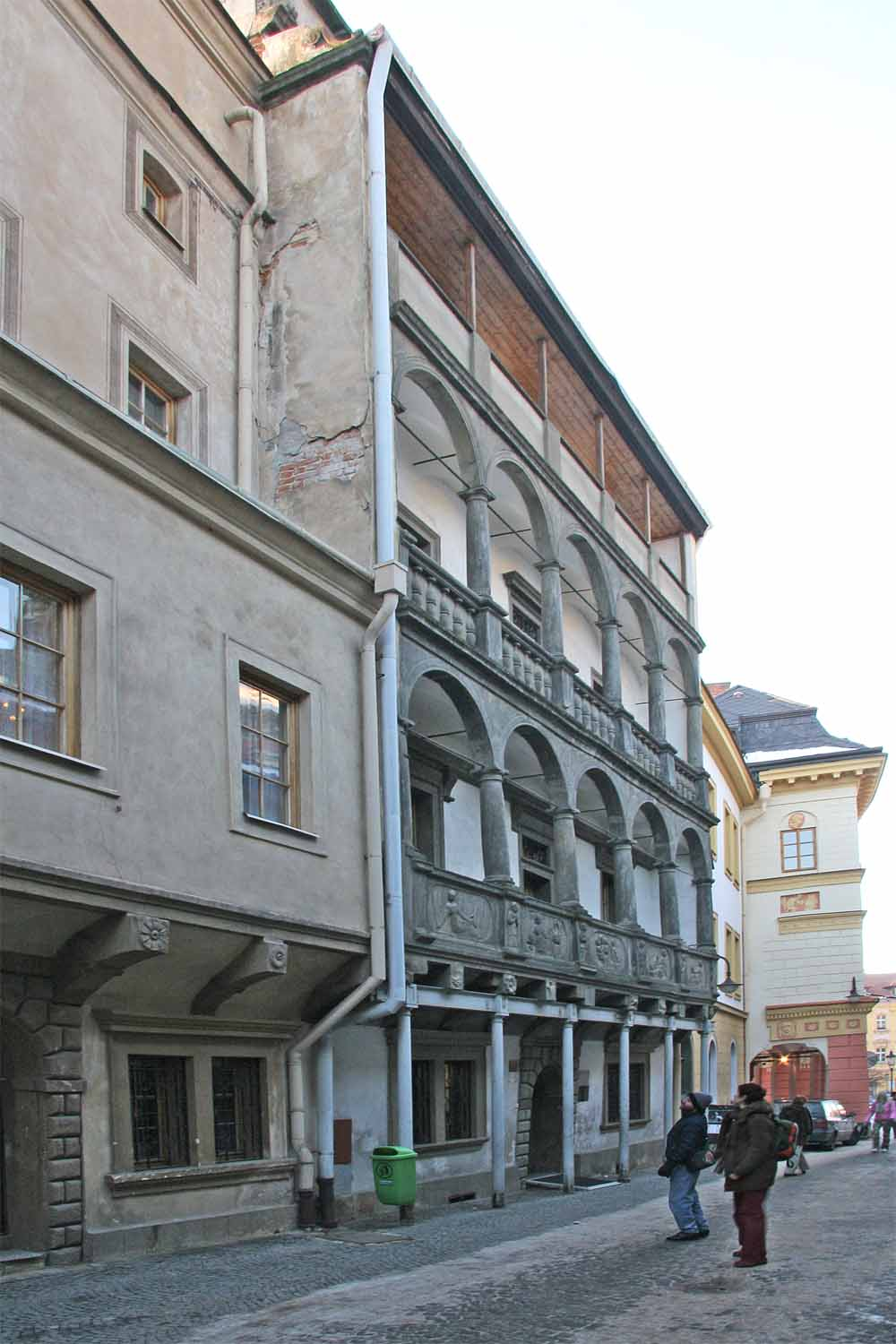
Mydlářovský dům
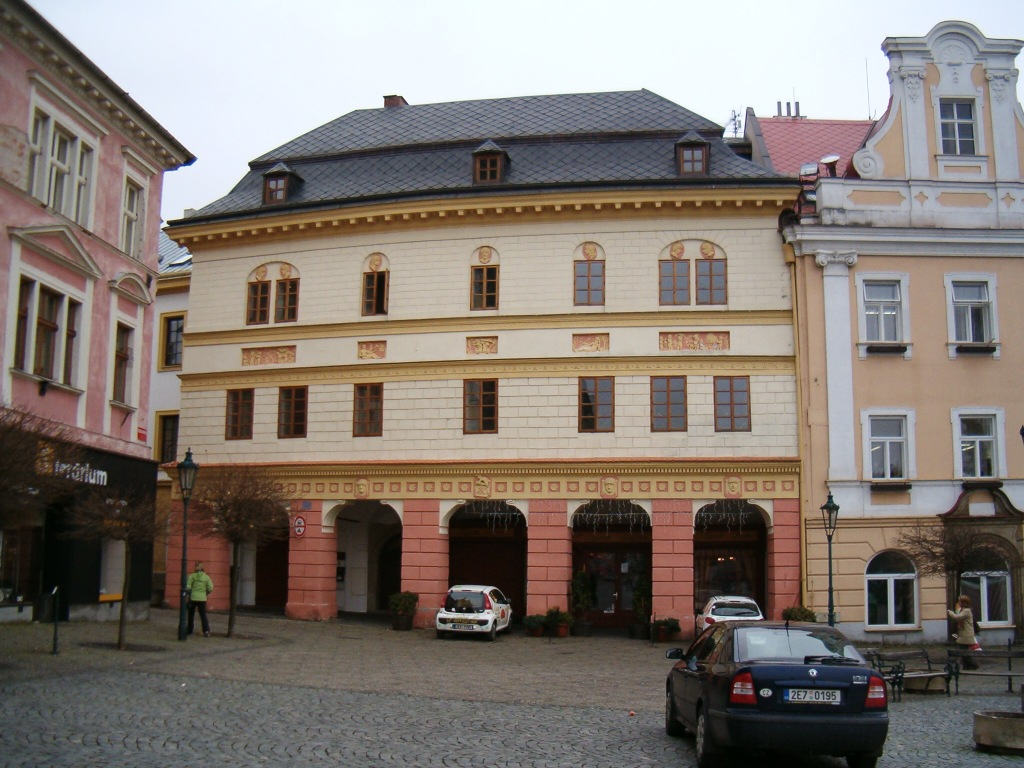
Rozvodovský dům na Resselově náměstí
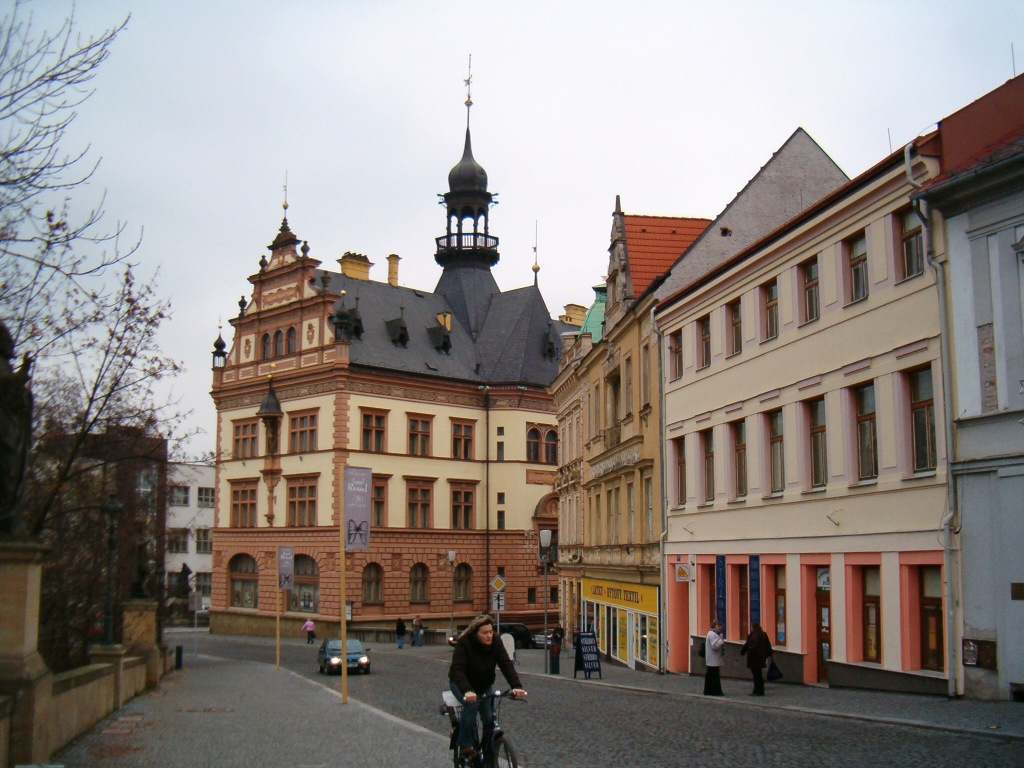
Regionální muzeum
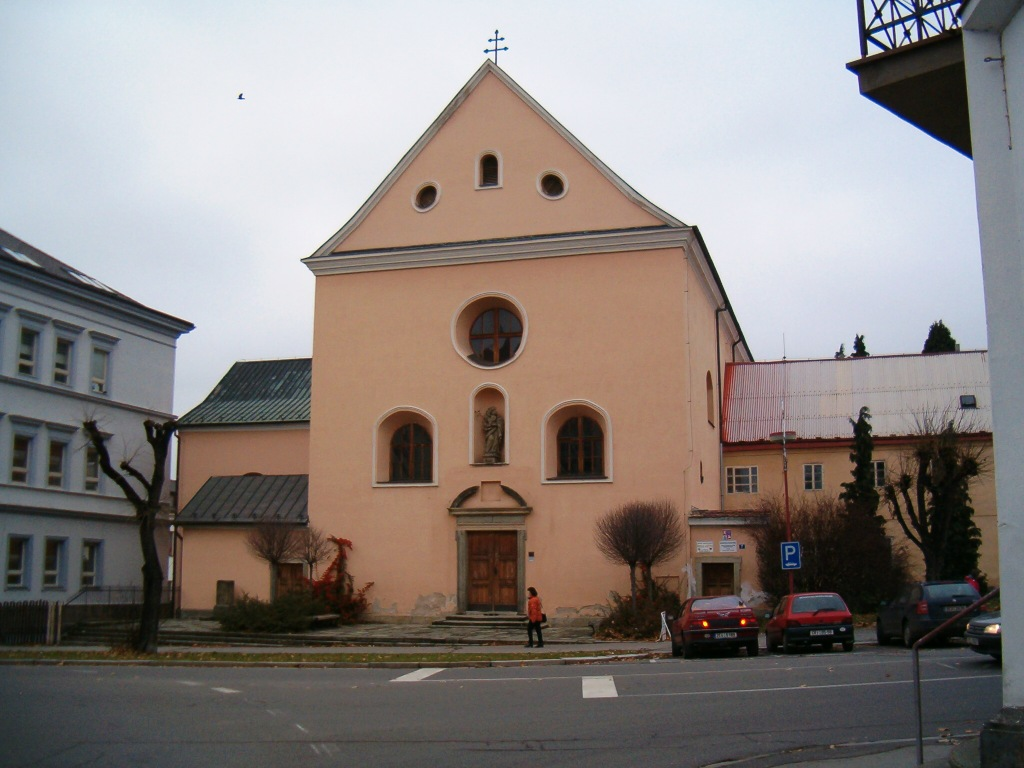
Kapucínský klášter se zahradou a kostelem sv. Josefa